# Ginza Rabba
Der Ginza Rabba, Ginza (mandäi. „Schatz“) oder Sidra Rabba (mandäi. „Großes Buch“) ist die Heilige Schrift des Mandäismus. Er wird auch als Adamsbuch der Mandäer bezeichnet.
Der Ginza Rabba wurde wie auch das Johannesbuch (mandäi. „Sidra d-Jahja“, auch Buch der Könige) und der Qolasta (Gebetbuch) im 7. oder 8. Jahrhundert zusammengestellt, wohl zur Rechtfertigung als „Schriftbesitzer“ gegenüber den Muslimen. Die Schriften beruhen zum großen Teil auf älteren Quellen; ob ihnen auch ältere Sammlungen vorausgegangen sind (so Reitzenstein), ist fraglich. Einzelne Teilschriften haben jedoch wohl vor der islamischen Eroberung existiert.
Der Ginza ist in zwei Teile unterteilt. Der Rechte Ginza (ginza jamina) enthält mythologische, kosmologische und moralische Traktate, darunter zwei Versionen des „Buchs des Herrn der Größe“, das „Buch der ersten lebenden Lehre“, das „Mysterium und Buch vom großen Anoš“, zwei Sammlungen von Hymnen und Gebeten sowie eine mandäische Weltgeschichte. Der Linke Ginza (ginza smala) enthält in zwei Büchern Hymnen und Lieder über das Schicksal der verstorbenen Seele bei ihrer Reise ins Jenseits, eingeleitet von Prosastücken, die sich mit dem Verhalten Adams, Evas und Sets beim Tode befassen. Er wird bei der Totenmesse rezitiert.